# 神奈川県道606号明石下落合線

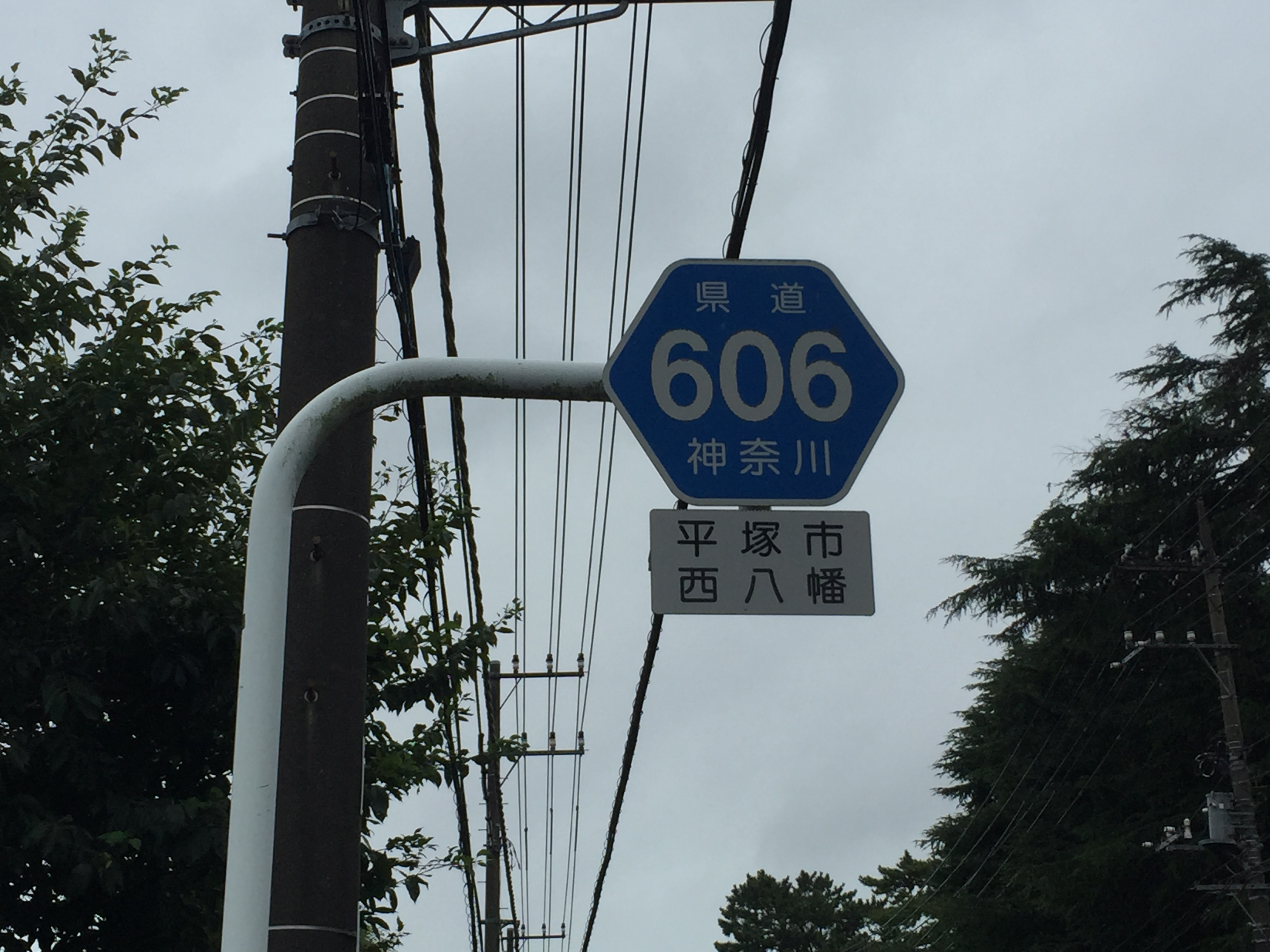
県道番号標示（平塚市西八幡）

神奈川県道606号明石下落合線（かながわけんどう606ごう あかししもおちあいせん）は、神奈川県平塚市明石町から伊勢原市下落合に至る一般県道。通称「パイロット線」。

## 概要
県道の認定告示に基づく整理番号、路線名、起終点および重要な経過地は次のとおり。
- 整理番号：170
- 路線名：明石下落合
- 起点：平塚市明石町（八幡宮前交差点、国道1号交点）
- 終点：伊勢原市下落合（県道22号横浜伊勢原線交点予定）
- 重要な経過地：高座郡寒川町、平塚市大神
- 総延長：7.9 km（予定）[2]

## 歴史
- 2024年（令和6年）3月29日：道路法7条1項5号該当「主要地等とこれと密接な関係にある県道等とを連絡する道路」に該当するものとして、神奈川県告示第199号により「県道明石下落合」が認定され、神奈川県告示第200号により県道大島明石が廃止[1][3][2]。

## 路線状況
2024年（令和6年）に平塚市大島から伊勢原市下落合間の延長2.7 kmが新規に整備される方針が決まり、2024年（令和6年）3月29日付で新たに「県道明石下落合」として統合される形で路線の認定（神奈川県告示第199号）を受け、総延長は7.9 kmとなった。「県道大島明石」としては同日付で廃止となった（神奈川県告示第200号）。
2024年（令和6年）3月現在、区域決定・供用されている区間は、平塚市浅間町13番2から同市大島字一町地795番4までの延長5 136 mである。

### 道路構造物
- 立体交差（東海道新幹線）
- 渋田大橋（渋田川）

## 地理

### 通過する自治体
- 神奈川県
  - 平塚市

### 交差する道路
- 国道1号（八幡宮前交差点）
- 神奈川県道44号伊勢原藤沢線（大島交差点）
- 神奈川県道410号湘南台大神伊勢原線（区域未決定）
- 神奈川県道22号横浜伊勢原線（区域未決定）

### 周辺の主な施設
- 平塚市立松が丘小学校
- 平塚市立大野中学校
- 西友平塚店
- 平塚市総合公園
- パイロットコーポレーション平塚事業所
- 横浜ゴム平塚製作所
- 平塚市美術館
- 平塚八幡宮
- 関東陸運局 神奈川運輸支局 湘南自動車検査登録事務所